# Ontario, Ohio
Ontario là một thành phố thuộc quận Richland, tiểu bang Ohio, Hoa Kỳ. Năm 2010, dân số của thành phố này là 6225 người.

## Dân số
- Dân số năm 2000: 5303 người.
- Dân số năm 2010: 6225 người.